# Aminata Diallo
Aminata Diallo (Grenoble, Francia; 3 de abril de 1995) es una futbolista francesa que jugó como centrocampista en el París Saint-Germain de la Division 1 Féminine de Francia. Fue internacional con la Selección de fútbol de Francia.

## Trayectoria
Tras un breve paso por las categorías inferiores del Olympique de Lyon, Diallo empezó a jugar en la Segunda división francesa en el Grenoble Métropole Claix Football, donde jugó 42 partidos de liga y marcó 12 goles entre 2011 y 2013. En su segunda temporada alcanzaron los cuartos de final de la Copa de Francia y Diallo fue convocada con la Selección Sub-19.
En 2013 fichó por el Arras de la Primera división francesa, donde permaneció una temporada y jugó 19 encuentros. Quedaron en octava posición de liga. La siguiente temporada pasó a jugar con el Guingamp. Allí permaneció dos temporadas y jugó 39 partidos de liga y 8 partidos de copa, donde marcó dos goles. Con el equipo bretón logró la quinta plaza liguera el primer año. En su segunda temporada fue nombrada capitana con tan sólo 20 años. Quedaron octavas en la liga y empezó a jugar con el equipo B de la selección francesa.
Diallo fichó por el París Sant-Germain en junio de 2016. En su primera temporada jugó habitualmente, sin ser una titular fija. Debutó en la Liga de Campeones, en la que alcanzaron la final y perdieron ante el Olympique de Lyon. En la Liga fueron terceras y en la Copa fueron finalistas, perdiendo también ante el Olympique de Lyon.
La siguiente temporada fueron subcampeonas de liga por detrás del Olympique de Lyon, pero en la Copa vencieron en la final ante el equipo lionés. Diallo siguió jugando de manera habitual y debutó con la selección absoluta. En la temporada 2018-19 repitieron subcampeonato liguero y volvieron a jugar la competición continental, en la que cayeron en cuartos de final ante el Chelsea. En la copa se cruzaron con el Olympique de Lyon en los cuartos de final, siendo derrotadas.
En la temporada 2019-20 Diallo empezó a tener menos presencia en el equipo. El 11 de marzo de 2020 se marchó cedida al Utah Royals para la temporada de 2020 de la NWSL, aunque la pandemia por Covid-19 hizo que pudiese jugar poco. El 2 de enero de 2021 fue cedida al Atlético de Madrid, donde debutó disputando la Supercopa. Tras superar al F. C. Barcelona en la tanda de penaltis en las semifinales, y ganar al Levante en la final, se proclamaron campeonas. Sin embargo, se lesionó de gravedad y no volvió a jugar el resto de la temporada.

## Selección nacional

### Categorías inferiores
Diallo debutó con la selección sub-19 en dos amistosos contra Países Bajos en noviembre de 2012 y volvió a jugar con esta selección en el Torneo de la Manga en marzo de 2013. Un mes después participó en los tres partidos de la Ronda Élite del Campeonato Europeo Femenino Sub-19 de la UEFA 2013, clasificándose para la fase final. En la fase de grupos fue titular en el primer partido ante Inglaterra y contra Dinamarca, no jugando el tercer encuentro contra Gales. Volvió a ser titular en la semifinal contra Alemania, en la que ganaron por 2-1. De nuevo fue titular en la final contra Inglaterra, que tras 90 minutos terminó con empate sin goles. En la prórroga se adelantaron las galas y Diallo sentenció el partido al marcar el 2-0. Francia ganó por tercera vez el Campeonato Europeo de esta categoría, y Diallo fue una de las jugadoras que más brillaron en el campeonato.
Volvió a participar en la fase clasificatoria del Campeonato Europeo la siguiente temporada, pero fueron eliminadas por Suecia en la Ronda Élite. En junio de 2014 debutó con la selección sub-20 en dos amistosos contra Estados Unidos preparatorios para el Mundial Sub-20. En el campeonato Francia quedó en tercera posición tras perder ante Alemania en la semifinal y ganar a Corea del Norte en el partido por el tercer y cuarto puesto, en el que Diallo marcó uno de los goles.

Debutó con la Selección B de Francia el 4 de marzo de 2015 en el Campeonato de Istria contra País de Gales, y jugó 17 partidos entre 2015 y 2019, lo que la convirtió en la jugadora que más partidos ha jugado con esta selección.

### Selección absoluta
Debutó con la selección absoluta el 20 de octubre de 2017 en un amistoso contra Inglaterra. El 6 de abril de 2018 marcó su primer gol internacional en un amistoso contra Nigeria.

## Vida personal
Diallo es de ascendencia guineana.

## Caso Hamraoui de 2021
El 4 de noviembre de 2021, su colega del PSG Kheira Hamraoui fue víctima de una emboscada cuando dos encapuchados la golpearon con una barra de hierro en las piernas. Tras las sospechas de una rivalidad deportiva con Aminata Diallo que quedó en libertad luego de su custodia, la investigación se encaminó hacia un posible ajuste de cuentas relativo a una pasada relación con el exfutbolista Éric Abidal.
En febrero de 2022, sus compañeras en la selección de Francia Marie-Antoinette Katoto y Kadidiatou Diani mostraron su apoyo a Diallo en la celebración de un gol.
El 14 de septiembre de 2022, se dio a conocer que tres hombres de unos veinte años habían sido arrestados, mientras que un cuarto sospechoso fue detenido al día siguiente. Como parte de la investigación y retomando la hipótesis de una rivalidad entre Hamraoui y Diallo, ésta fue arrestada el 16 de septiembre y puesta nuevamente bajo custodia policial. Los cinco sospechosos están imputados por violencia agravada y asociación criminal. Diallo, designada como «patrocinadora del ataque para permitirle ocupar el puesto de la víctima [Hamraoui] durante futuras competiciones», fue puesta en prisión preventiva para luego quedar en libertad bajo control judicial el 21 de septiembre.
El caso tomó otro giro con las revelaciones del diario Le Parisien que tuvo acceso al expediente y que van más allá del ataque a la futbolista. Así, el agente de Marie-Antoinette Katoto y Aminata Diallo, un tal César M., habría condicionado el fichaje de Katoto por el PSG al fichaje de otra jugadora a la que también representa. Era Aminata Diallo. Además, según el periódico francés, el agente también habría puesto como condición la salida de Hamraoui. También se dio a conocer que este mismo César M. habría intentado chantajear a Ulrich Ramé (director deportivo del PSG en ese momento) para concretar la extensión del contrato de Diallo, amenazándolo con revelar un escándalo sexual donde se ve involucrado el exentrenador Didier Ollé-Nicolle como actor principal. Del mismo modo, Le Parisien reveló amenazas muy específicas de César y Diallo dirigidas a la entrenadora de la selección francesa Corinne Deacon.

## Estadísticas

### Clubes
| Club                             | Div.          | Temporada     | Liga  | Liga  | Liga   | Copas nacionales | Copas nacionales | Copas nacionales | Copas internacionales | Copas internacionales | Copas internacionales | Total | Total | Total  | Media goleadora |
| Club                             | Div.          | Temporada     | Part. | Goles | Asist. | Part.            | Goles            | Asist.           | Part.                 | Goles                 | Asist.                | Part. | Goles | Asist. | Media goleadora |
| -------------------------------- | ------------- | ------------- | ----- | ----- | ------ | ---------------- | ---------------- | ---------------- | --------------------- | --------------------- | --------------------- | ----- | ----- | ------ | --------------- |
| Grenoble Métropole Claix Francia |               |               |       |       |        |                  |                  |                  |                       |                       |                       |       |       |        |                 |
| 2.ª                              | 2011-12       | 22            | 7     |       | 1      | 0                |                  | -                | -                     | -                     | 23                    | 7     |       | 0.30   |                 |
| 2.ª                              | 2012-13       | 20            | 5     |       | 5      | 0                |                  | -                | -                     | -                     | 25                    | 5     |       | 0.20   |                 |
| Total club                       | Total club    | 42            | 12    |       | 6      | 0                |                  | -                | -                     | -                     | 48                    | 12    |       | 0.25   |                 |
| Arras Francia                    |               |               |       |       |        |                  |                  |                  |                       |                       |                       |       |       |        |                 |
| 1.ª                              | 2013-14       | 19            | 1     |       | 0      | 0                |                  | -                | -                     | -                     | 19                    | 1     |       | 0.05   |                 |
| Total club                       | Total club    | 19            | 1     |       | 0      | 0                |                  | -                | -                     | -                     | 19                    | 1     |       | 0.05   |                 |
| Guingamp Francia                 |               |               |       |       |        |                  |                  |                  |                       |                       |                       |       |       |        |                 |
| 1.ª                              | 2014-15       | 21            | 0     |       | 4      | 2                |                  | -                | -                     | -                     | 25                    | 2     |       | 0.08   |                 |
| 1.ª                              | 2015-16       | 18            | 0     |       | 4      | 0                |                  | -                | -                     | -                     | 22                    | 0     |       | 0      |                 |
| Total club                       | Total club    | 39            | 0     |       | 8      | 2                |                  | -                | -                     | -                     | 47                    | 2     |       | 0.04   |                 |
| París Sant-Germain Francia       |               |               |       |       |        |                  |                  |                  |                       |                       |                       |       |       |        |                 |
| 1.ª                              | 2016-17       | 16            | 0     |       | 6      | 1                |                  | 9                | 0                     |                       | 31                    | 1     |       | 0.03   |                 |
| 1.ª                              | 2017-18       | 17            | 0     |       | 5      | 0                |                  | -                | -                     | -                     | 22                    | 0     |       | 0      |                 |
| 1.ª                              | 2018-19       | 18            | 1     |       | 3      | 0                |                  | 3                | 0                     |                       | 24                    | 1     |       | 0.04   |                 |
| 1.ª                              | 2019-20       | 8             | 0     |       | 0      | 0                |                  | 3                | 0                     |                       | 11                    | 0     |       | 0      |                 |
| Total club                       | Total club    | 59            | 1     |       | 14     | 1                |                  | 15               | 0                     |                       | 88                    | 2     |       | 0.02   |                 |
| Utah Royals Estados Unidos       |               |               |       |       |        |                  |                  |                  |                       |                       |                       |       |       |        |                 |
| NWSL                             | 2020          | 4             | 1     |       | -      | -                | -                | -                | -                     | -                     | 4                     | 1     |       | 0.25   |                 |
| Total club                       | Total club    | 4             | 1     |       | -      | -                | -                | -                | -                     | -                     | 4                     | 1     |       | 0.25   |                 |
| Atlético de Madrid · España      |               |               |       |       |        |                  |                  |                  |                       |                       |                       |       |       |        |                 |
| 1.ª                              | 2020-21       | 0             | 0     | 0     | 2      | 0                | 0                | 0                | 0                     | 0                     | 2                     | 0     | 0     | 0      |                 |
| Total club                       | Total club    | 0             | 0     | 0     | 2      | 0                | 0                | 0                | 0                     | 0                     | 2                     | 0     | 0     | 0      |                 |
| Total carrera                    | Total carrera | Total carrera | 163   | 15    |        | 30               | 3                |                  | 15                    | 0                     |                       | 208   | 18    |        | 0.09            |
| 1. 2. 3.                         |               |               |       |       |        |                  |                  |                  |                       |                       |                       |       |       |        |                 |

### Selección
Actualizado al último partido jugado el 6 de marzo de 2019.
| Selecciones                                                                                                 | Año   | Continental(4) | Continental(4) | Continental(4) | Mundial | Mundial | Mundial | Amistosos | Amistosos | Amistosos | Total | Total | Total  | Media goleadora |
| Selecciones                                                                                                 | Año   | Part.          | Goles          | Asist.         | Part.   | Goles   | Asist.  | Part.     | Goles     | Asist.    | Part. | Goles | Asist. | Media goleadora |
| --- | ----- | -------------- | -------------- | -------------- | ------- | ------- | ------- | --------- | --------- | --------- | ----- | ----- | ------ | --------------- |
| Sub-19 | 2012  |                |                |                | -       | -       | -       | 2         | 0         | 0         | 2     | 0     | 0      | 0               |
| Sub-19 | 2013  | 10             | 1              | 2              | -       | -       | -       | 3         | 0         | 0         | 13    | 1     | 2      | 0.08            |
| Sub-19 | 2014  | 3              | 0              | 0              | -       | -       | -       | 3         | 0         | 0         | 6     | 0     | 0      | 0               |
| Sub-19 | Total | 13             | 1              | 2              | -       | -       | -       | 8         | 0         | 0         | 21    | 1     | 2      | 0.05            |
| Sub-20 |       |                |                |                |         |         |         |           |           |           |       |       |        |                 |
| 2014 | -     | -              | -              | 5              | 1       | 0       | 2       | 0         | 0         | 7         | 1     | 0     | 0.14   |                 |
| Total | -     | -              | -              | 5              | 1       | 0       | 2       | 0         | 0         | 7         | 1     | 0     | 0.14   |                 |
| B | 2015  | -              | -              | -              | -       | -       | -       | 3         | 0         | 0         | 3     | 0     | 0      | 0               |
| B | 2016  | -              | -              | -              | -       | -       | -       | 3         | 0         | 0         | 3     | 0     | 0      | 0               |
| B | 2017  | -              | -              | -              | -       | -       | -       | 7         | 1         | 0         | 7     | 1     | 0      | 0.14            |
| B | 2018  | -              | -              | -              | -       | -       | -       | 0         | 0         | 0         | 0     | 0     | 0      | -               |
| B | 2019  | -              | -              | -              | -       | -       | -       | 4         | 2         | 0         | 4     | 2     | 0      | 0.50            |
| B | Total | -              | -              | -              | -       | -       | -       | 17        | 3         | 0         | 17    | 3     | 0      | 0.18            |
| Abs |       |                |                |                |         |         |         |           |           |           |       |       |        |                 |
| 2017 | -     | -              | -              | -              | -       | -       | 4       | 0         | 0         | 4         | 0     | 0     | 0      |                 |
| 2018 | -     | -              | -              | -              | -       | -       | 3       | 1         | 1         | 3         | 1     | 1     | 0.33   |                 |
| Total | 0     | 0              | 0              | 0              | 0       | 0       | 7       | 1         | 1         | 7         | 1     | 1     | 0.14   |                 |
| (4) Se incluyen Campeonatos Europeos, Eurocopas y sus fases de clasificación. No incluye torneos amistosos. |       |                |                |                |         |         |         |           |           |           |       |       |        |                 |

## Palmarés

### Campeonatos nacionales
| Título              | Club               | País    | Año     |
| ------------------- | ------------------ | ------- | ------- |
| Copa de Francia     | París Sant-Germain | Francia | 2017-18 |
| Supercopa de España | Atlético de Madrid | España  | 2021    |

### Campeonatos internacionales
| Título           | Equipo               | Sede           | Año  |
| ---------------- | -------------------- | -------------- | ---- |
| Europeo Sub-19   | Selección de Francia | Suiza          | 2013 |
| Copa SheBelieves | Selección de Francia | Estados Unidos | 2017 |